# Reichenfels
Reichenfels är en ort och kommun  i Österrike. Den ligger i distriktet Wolfsberg och förbundslandet Kärnten, 180 km sydväst om huvudstaden Wien. 
Kommunen består av fyra orter (Ortschaften) (inom parentes invånarantal 1 januari 2024):
- Reichenfels (1 022)
- St. Peter im Lavanttal (269)
- Sommerau (171)
- Weitenbach (258)